# 奈良県歯科医師会

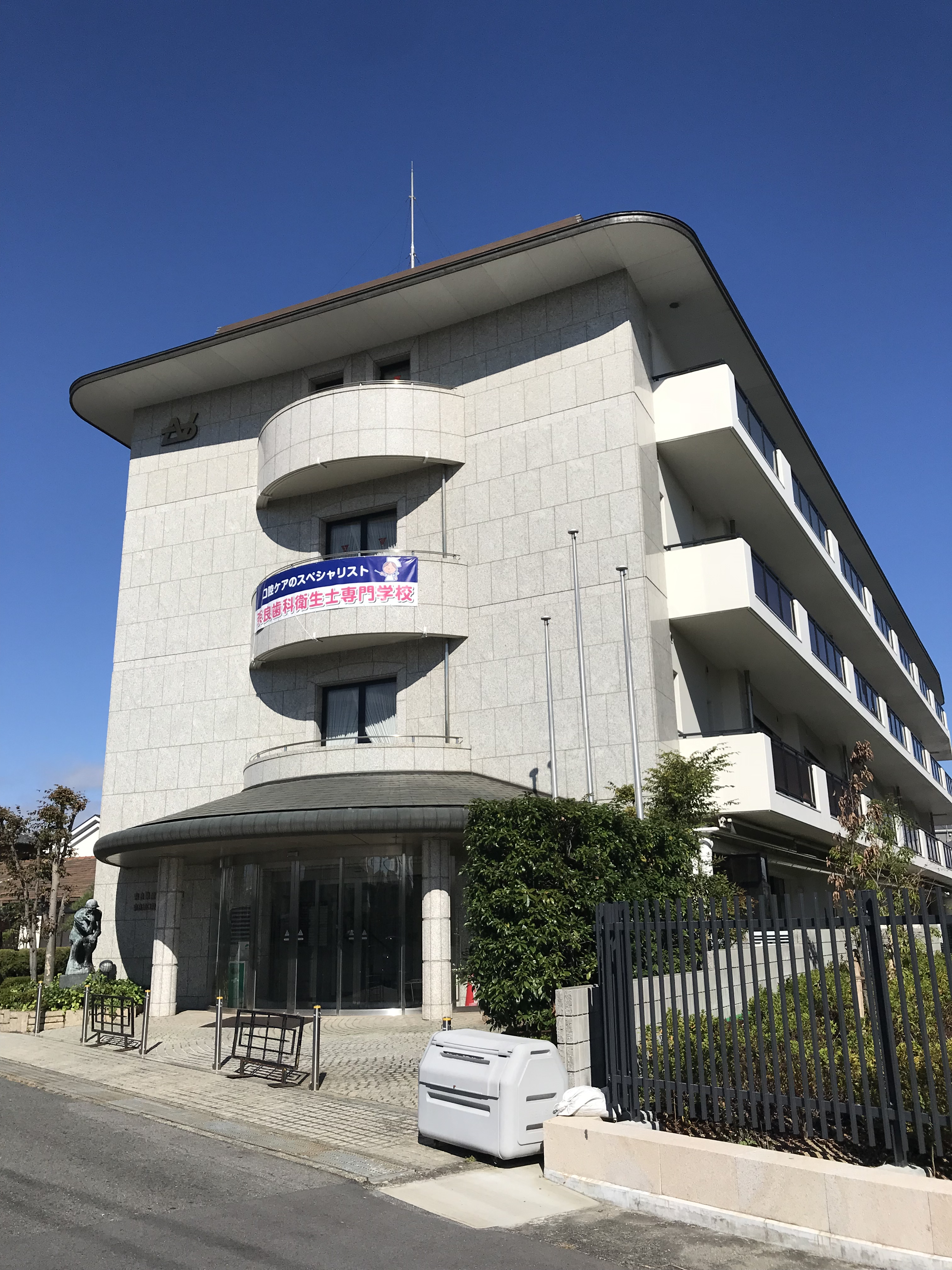
奈良県歯科医師会館

一般社団法人奈良県歯科医師会（ならけんしかいしかい 英称 Nara Dental Association）は、奈良県の歯科医師を会員とする法人。

## 本部所在地
- 〒630-8002 奈良県奈良市二条町2丁目9-2北緯34度41分30.5秒 東経135度47分15.3秒 / 北緯34.691806度 東経135.787583度座標: 北緯34度41分30.5秒 東経135度47分15.3秒 / 北緯34.691806度 東経135.787583度

## 郡市歯科医師会
- 奈良歯科医師会
- 生駒・郡山歯科医師会
- 山辺・天理歯科医師会
- 磯城・桜井歯科医師会
- 高市・橿原歯科医師会
- 葛城歯科医師会
- 御所歯科医師会
- 五條歯科医師会
- 宇陀歯科医師会
- 吉野歯科医師会